# Sandersiella calmani
Espèce
Sandersiella calmani est une espèce de céphalocarides de la famille des Hutchinsoniellidae.

## Distribution
Cette espèce est endémique du Pérou. Elle se rencontre vers 85 m de profondeur dans l'océan Pacifique.

## Publication originale
- Hessler & Sanders, 1973 : Two new species of Sandersiella (Cephalocarida), including one from the deep sea. Crustaceana, vol. 24, no 2, p. 181-196.